# Primula prenantha
Primula prenantha är en viveväxtart. Primula prenantha ingår i släktet vivor, och familjen viveväxter.

## Underarter
Arten delas in i följande underarter:
- P. p. morsheadiana
- P. p. prenantha
- P. p. microloma